# Alexander Sergejewitsch Iwanko
Alexander Sergejewitsch Iwanko (russisch Александр Сергеевич Иванько; * 7. März 1962 in Moskau) ist ein russischer Journalist und UN-Diplomat. Er übernahm vielfältige Aufgaben für internationale Organisationen, seit 2021 ist er UN-Sonderbeauftragter für West-Sahara.

## Herkunft und Ausbildung
Alexander Iwanko begann 1979 ein Journalistik-Studium an der Lomonossow-Universität Moskau und schloss 1984 als Master mit Auszeichnung ab.

## Karriere
Iwanko arbeitete von 1984 bis 1994 als Korrespondent für die russische Tageszeitung Iswestija in Afghanistan und den USA. Von 1998 bis 2005 war er leitender Berater der OSZE-Beauftragten für die Freiheit der Medien Freimut Duve und Miklós Haraszti.

## Vereinte Nationen
Von 1994 bis 1998 war er Sprecher für die UN-Schutztruppe (UNPROFOR) und die UN-Mission in Bosnien und Herzegowina (UNMIBH).
Bei der UN-Mission im Kosovo (UNMIK) war er von 2006 bis 2009 Direktor der Öffentlichkeitsarbeit.
Seit 2009 ist Iwanko Stabschef der UN-Referendums-Mission für West-Sahara (MINURSO).
Am 27. August 2021 ernannte UN-Generalsekretär António Guterres ihn als Nachfolger des Kanadiers Colin Stewart zum UN-Sonderbeauftragten für die West-Sahara und zum Leiter der UN-Mission für das Referendum (MINURSO).
Bestimmt wird seine Arbeit durch den 50-jährigen Konflikt um die Zukunft der ehemaligen spanische Kolonie Westafrika, der in den letzten Jahrzehnten durch die Rivalität der Regionalmächte Marokko, das Westafrika in sein Staatsgebiet eingliedern möchte, und Algerien, das ein unabhängiges West-Sahara unter der Führung der von ihm unterstützen Unabhängigkeitsbewegung Frente Polisario anstrebt. Neben nationalen Interessen ist die Auseinandersetzung auch ideologisch unterlegt, Marokko als Monarchie mit autoritären Zügen und durch westliche Staaten unterstützt einerseits, Algerien und die Polisario sozialistisch geprägt jahrzehntelang militärisch und wirtschaftlich mit Russland kooperierend andererseits.
Nach Ausscheiden des UN-Sondergesandten für die Sahara, des ehemaligen deutschen Bundespräsidenten Horst Köhler 2019 brauchte es über zwei Jahre, bis – nach Ablehnung einer Vielzahl von Kandidaten durch eine der Konfliktparteien – Staffan de Mistura im Oktober 2021 zum persönlichen Gesandter des UN-Generalsekretär für die Westsahara ernannt wurde.
In algerischen Medien wurde Iwanko und den Vereinten Nationen eine zu starke Nähe zur marokkanischen Seite vorgeworfen.